# Tim Bendzko
Tim Bendzko (* 9. duben 1985, východní Berlín) je německý zpěvák a textař.

## Život
Narodil se v roce 1985 ve východním Berlíně, vyrůstal v městské čtvrti Köpenickauf. Nejprve studoval sportovní gymnázium, zajímal se především o fotbal. Ve fotbalovém klubu 1. FC Union Berlin se postupně dostal až do B skupiny - mladšího dorostu.
Ve svých 12 letech se začal učit na kytaru a v 16 letech napsal své první texty. Po maturitě začal studovat na Svobodné univerzitě v Berlíně evangelickou teologii, kterou po 5. semestrech opustil. Poté krátký čas obchodoval s automobily.
V roce 2009 zvítězil v soutěži talentů Synové hledají syny Manheimu. Účinkoval tehdy před 20 000 diváky na jednom z největších evropských koncertních místech, na berlínské Waldbühne. Bezprostředně na to podepsal smlouvu na natočení svého prvního alba u Sony Music Entertainment. Od té doby se věnuje výhradně hudbě.
Průlom v jeho hudební kariéře nastal v červnu 2011 s jeho prvním albem "Wenn Worte meine Sprache wären" (Kdyby slova byla moje řeč), které se umístilo na čtvrtém místě nejoblíbenějších hitů německého trhu. Skladba "Nur noch kurz die Welt retten" (Jen rychle zachránit svět) vydržela na nejvyšších místech německých žebříčků celkem 47 týdnů - píseň a později i celé album bylo oceněno platinovou deskou.
V lednu 2012 zahájil své první velké turné v Offenbachu nad Mohanem. V témže roce byl oceněn v kategorii "mezinárodní začátečník" cenou Echo a reprezentoval Německo na soutěži MTV Europe Music Awards 2012, kde byl vyhlášen nejlepším německým počinem roku 2012. Platinovou desku obdržel i ve Švýcarsku za prodej více než 450 000 prodaných nosičů, Zlatou deskou byl oceněn v Rakousku. Jeho hudební videoklipy byly vydány produkcí Hagen Decker v Los Angeles.
Tom Bendzko se také stal součástí německého turné Eltona Johna, když svými vystoupeními otevíral jeho koncerty například v Kolíně nad Rýnem a v Lipsku.
V prosinci 2013 rozšířil svůj repertoár o druhé album s dvanácti písněmi s názvem "Am seidenen Faden".

## Diskografie
Album:

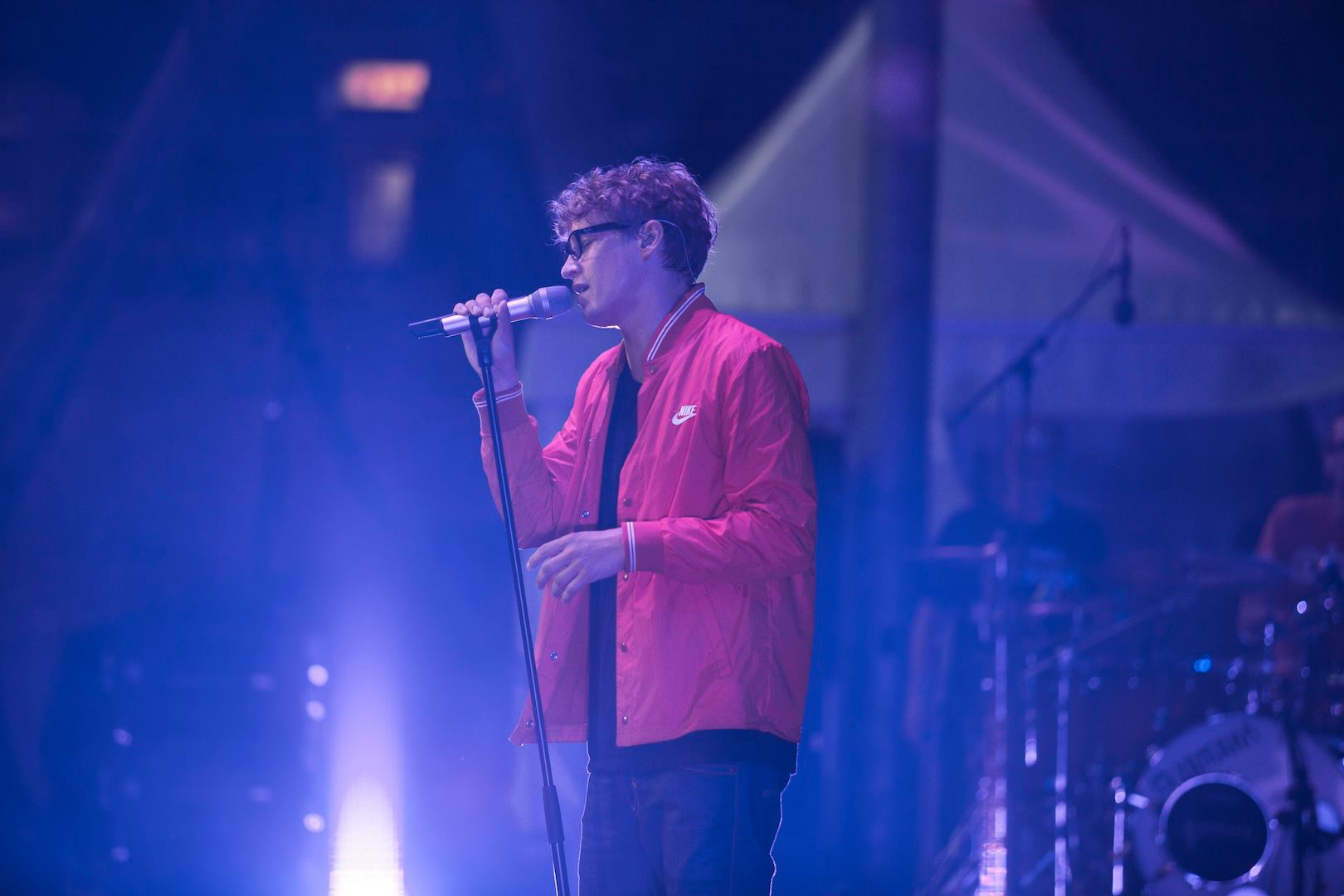
Tim Bendzko na berlínské scéně Waldbühne (srpen 2013)

- Wenn Worte meine Sprache wären (2011)
- Am seidenen Faden (2013)
- Immer noch Mensch (2016)

Písně:
- Nur noch kurz die Welt retten (2011)
- Wenn Worte meine Sprache wären (2011)
- Ich laufe (2012)
- Sag einfach Ja (2012)
- Am seidenen Faden (2013)
- Unter die Haut (2013)
- Intro (2014)

## Ocenění
(aktuální hodnoty: listopad 2017)
| Země      | Zlatá deska | Zlatá píseň | Platinová deska | Platinová píseň | Zdroj             |
| --------- | ----------- | ----------- | --------------- | --------------- | ----------------- |
| Německo   | 13          | 5           | 4               | 1               | musikindustrie.de |
| Rakousko  | 1           | 1           | -               | 1               | ifpi.at           |
| Švýcarsko | 1           | -           | -               | 1               | swisscharts.com   |